# 阿斯特拉罕汗國
阿斯特拉罕汗國是15－16世纪金帐汗国瓦解后产生一個的小汗国。汗国在1460年确立，首都叫哈吉·答剌罕（在阿斯特拉罕北12公里）。克里米亚汗国在它西方，诺盖汗国在它的北方。汗国大概是伏尔加河三角洲，在现在阿斯特拉罕州、卡尔梅克共和国、南至捷列克河一带。

## 历史
自6世纪起这一地区出现了大量突厥人的定居，他们曾建立了两个颇具规模的政权：旧大保加利亚（632-668）和可萨帝国（650-969），在蒙古入侵后这里成为了金帐汗国的一部分。十五世纪中期后金帐汗国逐渐分崩离析，阿斯特拉罕在1466年夺取了独立。
阿斯特拉罕汗国据传于1466年自金帐汗国独立，但直至金帐汗国于1502年灭亡都未与其完全分离。汗国的建立者是马哈茂德·本·库楚克，他是时任金帐大汗阿黑麻汗的兄弟。该国长期与克里米亚汗国、喀山汗国、诺盖汗国和切尔克斯人有外交上和军事上的互动。
汗国于1532年起开始与俄罗斯有外交往来，亚姆胡尔奇汗于1551年名义上臣服于俄罗斯，但他很快与克里米亚汗国和诺盖汗国一同对抗俄罗斯，但很快被击败。于1554年亚姆胡尔奇汗被流放，俄罗斯人扶持了一位傀儡德尔维希·阿里·阿斯特拉罕尼。1556年俄罗斯军队进驻阿斯特拉罕，摧毁了伏尔加河流域彼时最大的奴隶市场之一，该汗国亦宣告灭亡。。

## 人口与社会
主要人口是阿斯特拉罕鞑靼人与诺盖人（他们是汗国骑兵）。贸易商将此地作为莫斯科、喀山汗国、克里米亚汗国至中亞、外高加索等地的中转站，即当时链接东欧与波斯的伏尔加-里海贸易路线，这导致汗国首都阿斯特拉罕和下诺夫哥罗德、喀山等沿线城市一样快速成长 。该国有一定的封建等级制度。汗国领袖自称是成吉思汗后裔，称白骨头，之后的地位从高到低分别是蘇丹、伯克、米儿咱，一般人叫黑民(qara xaliq)。在当地旧突厥语中，这一单词还可以指“大量生物”，也就是普通百姓。
汗国国教是伊斯兰教的逊尼派，但在被俄罗斯帝国征服后希腊东正教大规模替换了伊斯兰教。

## 历代君主
| 头衔                               | 名                                   | 在位时间           |
| ---------------------------------- | ------------------------------------ | ------------------ |
| 可汗 خان‬                           | 馬哈茂德·本·庫楚克 محمود بن کوچک‬     | 1465–1466          |
| 可汗 خان‬                           | 卡西姆一世 قاسم بن محمود‬             | 1466–1490          |
| 可汗 خان‬                           | 阿卜杜勒·卡里姆 عبد الکریم‬           | 1490–1504          |
| 可汗 خان‬                           | 卡西姆二世 قاسم بن سید احمد‬          | 1504–1532          |
| 可汗 خان‬                           | 阿克·库别克 اق قبق بن مرتضی بیگ‬      | 1532–1534 (第一次) |
| 可汗 خان‬                           | 阿卜杜勒·拉合曼 عبد الرحمان‬          | 1534–1538          |
| 可汗 خان‬                           | 谢赫·海达尔 شیخ حیدر ‬                | 1538–1541          |
| 可汗 خان‬                           | 阿克·库别克 اق قبق بن مرتضی بیگ‬      | 1541–1544 (第二次) |
| 可汗 خان‬                           | 雅姆古尔乞 ?‬                         | 1544–1554          |
| 可汗 خان‬                           | 德尔维希·阿里·阿斯特拉罕尼 درویش علی‬ | 1554–1556/57       |
| 1557年，俄罗斯沙皇伊凡雷帝废除汗国 |                                      |                    |